# 兴亚院
興亞院（日语： Kōain ?）是在1938年（昭和13年）12月16日由敕令第758、759號設立的日本國家機關。近衛內閣為應對中日戰爭擴大戰線、佔領區隨之增加的局勢，統一指揮對佔領地區的政務和開發事業，而設立此機構。

## 概要
興亞院成立後，原先負責調整對華佔領政策的內閣第三委員會解散。其構想的初衷是將當地軍隊主導下的佔領政策置於內閣總理大臣的強有力指導下由中央政府實施，但因有與外務省搶奪制定對華政策權力之嫌而招致外務省的強烈反彈，外務大臣宇垣一成因而辭職。此外，興亞院在建立後雖然對軍隊有著強大的影響力，但當地軍隊的政治活動並未停止──與預期相反，興亞院的作用相當有限。於是興亞院的活動重點放在了佔領區的經濟運營。據史料記載為促進經濟運營和發展，動員了大量工程師進行大規模的調查。
興亞院總裁由內閣總理大臣兼任。總裁之下設副總裁4名及總務長官、政務部、經濟部、文化部各部長（副總裁4名由現任陸海軍大臣、外務大臣及大藏大臣兼任）。在華北、蒙疆、華中、廈門設立了「連絡部」作為當地的聯絡機關。為統治佔領區，興亞院的幹部主要由陸海軍的將校擔任。1942年（昭和17年）11月1日與拓務省、對滿事務局、外務省東亞局、外務省南洋局統合改組為大東亞省。
後來成為内閣總理大臣的大平正芳曾由大藏省派遣、在興亞院蒙疆連絡部和經濟部工作。1939年6月至1940年10月，歷任蒙疆連絡部經濟課主任、課長。在任期間，他把執行由興亞院主導的鴉片政策作為最重要的職責之一。大平內閣的閣僚大來佐武郎、伊東正義、佐佐木義武均是大平在興亞院工作時的同僚，因此在自民黨內被揶揄為「興亞院內閣」。

## 組織
- 政務部
- 經濟部
- 文化部
- 技術部
- 華北連絡部 - 1939年（昭和14年）3月10日在由日本扶植的中華民國臨時政府統治下的北京設立，管理華北臨時政府的轄區，負責調整佔領政策及對臨時政府進行行政方面的指導。華北連絡部在1941年12月日美開戰之後被指派建立「中央特別資產調整委員會」、以接收華北各租界歐資美資企業的資產。大東亞省設立後，改組為北京大使館事務所。
  - 青島出張所 - 管理青島特別市公署的轄區。下設①官房（負責庶務・人事・會計・通信・翻譯・調查）、②政務班（負責政策・情報收集・宣傳・都市建設）、③經濟第一・二班（負責產業・基建・金融）、④文化班（負責民生・衛生・教育・宗教）。職員主要由陸軍、海軍、外務省、大藏省外派，1940年（昭和15年）職員數共計37人。大東亞省設立後，改組為青島領事館。
  - 天津派遣員事務所 - 華北連絡部的天津支部。
- 蒙疆連絡部 - 1939年（昭和14年）3月10日在由日本扶植的蒙疆聯合委員會統治下的內蒙古張家口設立，管理蒙疆聯合委員會的轄區，負責調整佔領政策及對蒙疆聯合委員會（很快改組為蒙疆聯合自治政府）進行行政方面的指導。蒙疆政權與滿洲國一樣聘用日本人為官吏領導行政部門，所以連絡部的人員規模明顯偏小。大東亞省設立後，改組為張家口大使館事務所。
- 華中連絡部 - 1939年（昭和14年）3月10日在由日本扶植的中華民國維新政府統治下的上海設立，管理維新政府的轄區，負責調整佔領政策及對維新政府和各省市政府進行行政方面的指導。連絡部在南京和漢口這樣的內陸地區也設置了連絡事務所。大東亞省設立後，改組為上海大使館事務所。
- 廈門連絡部 - 1939年（昭和14年）3月10日在廈門設立。管理廈門島及附近（金門島、南澳島和其他島嶼），負責維持廈門治安、對廈門特別市政府進行行政方面的指導、以及策劃對在廈門持有不動產的南洋華僑開展親日化工作及經濟合作。與其它連絡部相比較，陸軍勢力稀薄、海軍把持著主導權，且實務負責人多自台灣總督府遷調而來，殖民地經營方面的知識與經驗在連絡部可以充分得到運用。大東亞省設立後，改組為廈門領事館。

## 人事

### 總務長官
- 柳川平助 陸軍中將：1938年12月16日 - 1940年12月21日
- 鈴木貞一（代理） 陸軍中將：1940年12月23日 - 1941年4月4日
- 及川源七（日语：及川源七）（代理） 陸軍中將：1941年4月7日 - 1942年11月1日（兼任政務部長）

### 政務部長
- 鈴木貞一 陸軍少將：1938年12月16日 - 1941年4月4日
- 及川源七 陸軍中將：1941年4月7日 - 1942年11月1日

### 政務部第1課長
- 白石萬隆（日语：白石萬隆） 海軍大佐：1938年12月16日 - 1939年11月15日
- 石川信吾（日语：石川信吾） 海軍大佐：1939年11月15日 - 1940年11月1日
- 大西敬一 海軍大佐：1940年11月1日 - 1941年10月15日
- 田中穰 海軍大佐：1941年10月15日 - 1942年11月1日

### 政務部第2課長
- 鹽澤清宣（日语：塩沢清宣） 陸軍大佐：1938年12月16日 - 1940年3月9日
- 吉野弘之 陸軍大佐：1940年3月9日 - 1940年12月23日
- 真方勳 陸軍中佐：1940年12月23日 - 1942年11月1日

### 文化部長
- 柳川平助 陸軍中將：1938年12月16日 - 1939年1月10日（本職為總務長官，兼任文化部長）
- 松村䏋 ：1939年1月10日 - 1942年11月1日

### 華北連絡部長官
- 喜多誠一 陸軍中將：1939年3月10日 - 1940年3月1日
- 森岡皐（日语：森岡皐） 陸軍少將：1940年3月9日 - 1941年3月1日
- 鹽澤清宣（代理） 陸軍少將：1941年3月1日 - 1942年11月1日

### 華北連絡部次長
- 根本博 陸軍少將：1939年3月10日 - 1939年8月1日
- 森岡皐 陸軍少將：1939年8月1日 - 1940年3月9日
- 鹽澤清宣 陸軍少將：1940年4月11日 - 1942年11月1日

### 青島出張所長
- 柴田彌一郎 海軍大佐：1939年3月10日 - 1940年8月8日
- 多田武雄（日语：多田武雄） 海軍大佐：1940年8月8日 - 1941年8月20日
- 緒方真記 海軍大佐：1941年8月20日 - 1942年11月1日

### 蒙疆連絡部長官
- 酒井隆 陸軍少將：1939年3月10日 - 1940年3月9日
- 竹下義晴（日语：竹下義晴） 陸軍少將：1940年3月9日 - 1941年12月8日
- 岩崎民男 陸軍少將：1941年12月8日 - 1942年11月1日

### 華中連絡部長官
- 津田靜枝（日语：津田静枝） 海軍預備中將：1939年3月10日 - 1941年5月7日
- 太田泰治（日语：太田泰治） 海軍中將：1941年5月7日 - 1942年11月1日

### 華中連絡部次長
- 楠本實隆（日语：楠本実隆） 陸軍少將：1939年3月10日 - 1940年4月10日
- 及川源七（代理） 陸軍少將：1940年4月10日 - 1941年4月7日
- 井上靖（日语：井上靖 (陸軍軍人)） 陸軍少將：1941年4月7日 - 1941年6月7日
- 落合甚九郎（日语：落合甚九郎）（代理） 陸軍少將：1941年6月7日 - 1942年11月1日

### 廈門連絡部長官
- 水戶泰造 海軍少將：1939年3月10日 - 1940年7月1日
- 太田泰治 海軍少將：1940年7月1日 - 1941年5月7日
- 福田良三（日语：福田良三） 海軍少將：1941年5月7日 - 1942年8月1日
- 原田清一 海軍少將：1942年8月1日 - 1942年11月1日

### 廈門連絡部政務部長
- 原忠一 海軍大佐：1939年3月10日 - 1939年11月15日
- 中堂觀惠 海軍大佐：1939年11月15日 - 1940年8月27日
- 莊司芳吉 海軍大佐：1940年9月27日 - 1941年9月20日

### 引用
1. 1 2  福永文夫 2008，第38頁.
2. ↑  福永文夫 2008，第39頁.
3. ↑  福永文夫 2008，第38–42頁.
4. ↑  倪志敏 2009，第106頁.
5. ↑  福永文夫 2008，第38, 42頁.

## 外部連結
- （日語） ，存于
- （日語） ，存于